# Ґладчин-Шляхецький
Ґладчин-Шляхецький (пол. Gładczyn Szlachecki) — село в Польщі, у гміні Затори Пултуського повіту Мазовецького воєводства.
Населення — 129 осіб (2011).
У 1975-1998 роках село належало до Остроленцького воєводства.

## Демографія
Демографічна структура станом на 31 березня 2011 року:
|          | Загалом | Допрацездатний вік | Працездатний вік | Постпрацездатний вік |
| -------- | ------- | ------------------ | ---------------- | -------------------- |
| Чоловіки | 68      | 19                 | 42               | 7                    |
| Жінки    | 61      | 12                 | 33               | 16                   |
| Разом    | 129     | 31                 | 75               | 23                   |